# Férfi kalapácsvetés a 2015. évi nyári európai ifjúsági olimpiai fesztiválon
A 2015. évi nyári európai ifjúsági olimpiai fesztiválon az atlétikai versenyszámokat Tbilisziben rendezték. A férfi kalapácsvetés döntőjét július 31.-én rendezték.

## Rekordok
A versenyt megelőzően a következő rekordok voltak érvényben:
| Ifjúsági világrekord | Halász Bence (Magyarország)  | 87.16 m |
| EYOF rekord          | Pásztor Bence (Magyarország) | 84.41 m |

## Döntő
| H     | Név                     | Nemzet           | 1     | 2     | 3     | 4     | 5     | 6     | E     | Mj |
| ----- | ----------------------- | ---------------- | ----- | ----- | ----- | ----- | ----- | ----- | ----- | -- |
| Arany | Mykhailo Havryliuk      | Ukrajna          | 73.38 | x     | 75.16 | x     | 74.62 | 75.20 | 75.20 |    |
| Ezüst | Mihaita Andrei Micu     | Románia          | 67.52 | x     | 66.89 | 66.70 | 67.70 | 70.18 | 70.18 |    |
| Bronz | Dzmitry Baraukou        | Fehéroroszország | x     | 61.68 | x     | 68.05 | 67.82 | x     | 68.05 |    |
| 4     | Varga Donát Tamás       | Magyarország     | 63.63 | 64.28 | 63.67 | 67.73 | 66.78 | x     | 67.73 | PB |
| 5     | Emmanouil Kamtsiklis    | Görögország      | 58.33 | 64.57 | 63.49 | x     | x     | x     | 64.57 |    |
| 6     | Aimar-Genis Palma Simo  | Spanyolország    | 62.48 | x     | x     | 62.29 | 62.29 | x     | 62.48 |    |
| 7     | Brendan O'Donnell       | Írország         | 51.46 | x     | 59.16 | 59.49 | x     | x     | 59.49 |    |
| 8     | Ruben Francisco Antunes | Portugália       | x     | 58.86 | x     | 58.01 | 58.47 | 56.05 | 58.86 |    |
| 9     | Lasha-Giorgi Gurgenidze | Grúzia           | x     | x     | 56.99 |       |       |       | 56.99 |    |
| 10    | Earwyn Abdou            | Franciaország    | x     | x     | 56.22 |       |       |       | 56.22 |    |
| 11    | Victor Hongell          | Finnország       | x     | 55.33 | x     |       |       |       | 55.33 |    |
| 12    | Omar Chirico            | Olaszország      | 53.80 | 49.28 | 54.15 |       |       |       | 54.15 |    |
| -     | Yunus Demir             | Törökország      | x     | x     | x     |       |       |       | -     | NM |